# Осокин, Владимир Юрьевич
Владимир Юрьевич Осокин (род. 8 января 1954, Ленинград, РСФСР, СССР) — советский велогонщик, олимпийский чемпион (1980), заслуженный мастер спорта СССР (1975).
Инженер, окончил Ленинградский институт текстильной и лёгкой промышленности (1981). Военнослужащий.

## Биография
В детстве занимался плаванием — в 13 лет выполнил норматив мастера спорта, был чемпионом СССР среди юношей. Сам Осокин говорил, что плавание ему надоело и после случайной встречи с Александром Кузнецовым и разговора с ним, решил перейти в велоспорт.
Выступал за клуб «Локомотив» (Ленинград), в 1980 — за СКА (Ленинград). Специализировался как на шоссе, так и на треке.
Чемпион Олимпийских игр 1980 года, серебряный призёр Олимпиады-1976 (в командной гонке преследования на 4000 м).
Серебряный призёр Чемпионата мира 1975 в индивидуальной и командной гонке преследования на 4000 м.
Победитель Велогонки Мира 1975 и 1977 в командном зачёте. Серебряный призёр Велогонки Мира 1977 в личном зачете.
Чемпион СССР в 1972, 1973 годах в индивидуальной, в 1974 — в командной гонке преследования на 4000 м.
В конце 1985 года был арестован по обвинению в хранении ностерона. Был осужден на пять лет, из которых отсидел только два.
В 1990-е годы занимался бизнесом, торговал одеждой в Санкт-Петербурге.

### Семья
Был женат, в разводе. Есть дочь.